# NGC 7760
NGC 7760 (również PGC 72512 lub UGC 12794) – galaktyka eliptyczna (E?), znajdująca się w gwiazdozbiorze Pegaza. Odkrył ją William Herschel 9 października 1790 roku.